# Michael Jackson kislemez-diszkográfiája
Michael Jackson amerikai énekes és zenész kislemezeinek listája és a dalok slágerlistás helyezései a következő országokban: Amerikai Egyesült Államok (US), Egyesült Királyság (UK), Kanada (CAN), Ausztrália (AUS), Németország (GER) és Franciaország (FRA).

## Szólókislemezek
| Év   | Cím                                                | US | US R&B | US Dance | US AC | UK | CAN | AUS | GER | FRA | Album                                     |
| ---- | -------------------------------------------------- | -- | ------ | -------- | ----- | -- | --- | --- | --- | --- | ----------------------------------------- |
| 1971 | Got to Be There                                    | 4  | 4      | –        | 14    | 5  | –   | 83  | –   | –   | Got to Be There                           |
| 1972 | Rockin’ Robin                                      | 2  | 2      | –        | –     | 3  | –   | 16  | –   | –   | Got to Be There                           |
| 1972 | I Wanna Be Where You Are                           | 16 | 2      | –        | –     | –  | –   | –   | –   | –   | Got to Be There                           |
| 1972 | Ain’t No Sunshine                                  | –  | –      | –        | –     | 8  | –   | –   | –   | –   | Got to Be There                           |
| 1972 | Ben                                                | 1  | 5      | –        | 3     | 7  | –   | 1   | –   | –   | Ben                                       |
| 1973 | With a Child's Heart                               | 50 | 23     | –        | 23    | –  | –   | –   | –   | –   | Music and Me                              |
| 1973 | Music and Me                                       | –  | –      | –        | –     | –  | –   | –   | –   | –   | Music and Me                              |
| 1973 | Happy                                              | –  | –      | –        | –     | 52 | –   | 31  | –   | –   | Music and Me                              |
| 1975 | We're Almost There                                 | 54 | 7      | –        | –     | 46 | –   | –   | –   | –   | Forever, Michael                          |
| 1975 | Just a Little Bit of You                           | 23 | 4      | –        | –     | –  | –   | –   | –   | –   | Forever, Michael                          |
| 1979 | You Can’t Win                                      | 81 | 42     | –        | –     | –  | –   | –   | –   | –   | The Wiz                                   |
| 1979 | Don’t Stop ‘til You Get Enough                     | 1  | 1      | 2        | –     | 3  | 2   | 1   | 13  | 52  | Off the Wall                              |
| 1979 | Rock with You                                      | 1  | 1      | 2        | 21    | 7  | 4   | 4   | 58  | 59  | Off the Wall                              |
| 1980 | Off the Wall 4                                     | 10 | 5      | 2        | –     | 7  | 3   | 94  | –   | –   | Off the Wall                              |
| 1980 | She’s Out of My Life                               | 10 | 43     | –        | 4     | 3  | 10  | 17  | –   | –   | Off the Wall                              |
| 1980 | Girlfriend 3 4                                     | –  | –      | –        | –     | 41 | –   | –   | –   | –   | Off the Wall                              |
| 1981 | One Day in Your Life4                              | 55 | 42     | –        | 37    | 1  | –   | 9   | –   | –   | One Day in Your Life                      |
| 1982 | The Girl Is Mine (w/ Paul McCartney) 4             | 2  | 1      | 1        | 1     | 8  | –   | 4   | 53  | –   | Thriller                                  |
| 1983 | Billie Jean                                        | 1  | 1      | 1        | 9     | 1  | 1   | 1   | 1   | 45  | Thriller                                  |
| 1983 | Beat It                                            | 1  | 1      | 1        | –     | 3  | 1   | 2   | 2   | 47  | Thriller                                  |
| 1983 | Wanna Be Startin’ Somethin’ 4                      | 5  | 1      | 1        | –     | 8  | 11  | 25  | 16  | -   | Thriller                                  |
| 1983 | Human Nature 4 7                                   | 7  | 27     | –        | 2     | –  | 17  | 64  | 64  | –   | Thriller                                  |
| 1983 | P.Y.T. (Pretty Young Thing) 4                      | 10 | 46     | –        | 37    | 11 | 24  | 40  | 51  | –   | Thriller                                  |
| 1984 | Thriller                                           | 4  | 3      | 1        | 24    | 10 | 4   | 4   | 21  | 35  | Thriller                                  |
| 1984 | Farewell My Summer Love 4                          | 38 | 37     | –        | 20    | 7  | –   | 68  | 51  | –   | Farewell My Summer Love                   |
| 1984 | Girl You’re So Together 3 4                        | –  | –      | –        | –     | 33 | –   | –   | –   | –   | Farewell My Summer Love                   |
| 1985 | We Are the World (USA for Africa)                  | 1  | 1      | –        | 1     | 1  | 1   | 1   | 2   | 1   | We Are the World                          |
| 1987 | I Just Can’t Stop Loving You (w/ Siedah Garrett) 4 | 1  | 1      | –        | 1     | 1  | 2   | 10  | 2   | 12  | Bad                                       |
| 1987 | Bad                                                | 1  | 1      | 1        | 33    | 3  | 1   | 4   | 4   | 4   | Bad                                       |
| 1988 | The Way You Make Me Feel                           | 1  | 1      | 1        | 9     | 3  | 3   | 5   | 12  | 29  | Bad                                       |
| 1988 | Man in the Mirror                                  | 1  | 1      | –        | 2     | 21 | 6   | 39  | 23  | –   | Bad                                       |
| 1988 | Dirty Diana                                        | 1  | 5      | –        | –     | 4  | 15  | 27  | 3   | 9   | Bad                                       |
| 1988 | Another Part of Me                                 | 11 | 1      | 18       | 44    | 15 | 46  | 44  | 10  | 32  | Bad                                       |
| 1988 | Smooth Criminal                                    | 7  | 2      | 10       | –     | 8  | 41  | 29  | 9   | 4   | Bad                                       |
| 1989 | Leave Me Alone 3                                   | –  | –      | –        | –     | 2  | –   | 37  | 16  | 17  | Bad                                       |
| 1989 | Liberian Girl 3                                    | –  | –      | –        | –     | 13 | –   | 50  | 23  | 15  | Bad                                       |
| 1991 | Black or White                                     | 1  | 3      | 2        | 23    | 1  | 1   | 1   | 2   | 1   | Dangerous                                 |
| 1992 | Remember the Time                                  | 3  | 1      | 2        | 15    | 3  | 13  | 6   | 8   | 5   | Dangerous                                 |
| 1992 | In the Closet                                      | 6  | 1      | 1        | –     | 8  | 13  | 5   | 15  | 9   | Dangerous                                 |
| 1992 | Jam                                                | 26 | 3      | 4        | –     | 13 | 21  | 11  | 18  | 8   | Dangerous                                 |
| 1992 | Who Is It                                          | 14 | 6      | 1        | –     | 10 | 20  | 34  | 9   | 8   | Dangerous                                 |
| 1992 | Heal the World                                     | 27 | 62     | –        | 9     | 2  | 11  | 20  | 3   | 2   | Dangerous                                 |
| 1993 | Give In to Me 3                                    | –  | –      | –        | –     | 2  | –   | 4   | 10  | 7   | Dangerous                                 |
| 1993 | Will You Be There                                  | 7  | 53     | –        | 5     | 9  | 3   | 58  | 12  | 29  | Dangerous                                 |
| 1993 | Gone Too Soon 3                                    | –  | –      | –        | –     | 33 | –   | 78  | 45  | 32  | Dangerous                                 |
| 1995 | Scream/Childhood                                   | 5  | 2      | 1        | 32    | 3  | 1   | 2   | 8   | 4   | HIStory: Past, Present and Future, Book I |
| 1995 | You Are Not Alone                                  | 1  | 1      | 3        | 7     | 1  | 2   | 7   | 4   | 1   | HIStory: Past, Present and Future, Book I |
| 1995 | Earth Song 3                                       | –  | –      | 32       | –     | 1  | –   | 15  | 1   | 2   | HIStory: Past, Present and Future, Book I |
| 1996 | This Time Around (w/ The Notorious B.I.G.) 4 5     | –  | 42     | 18       | –     | –  | –   | –   | –   | –   | HIStory: Past, Present and Future, Book I |
| 1996 | They Don’t Care About Us                           | 30 | 10     | 27       | –     | 4  | –   | 16  | 1   | 4   | HIStory: Past, Present and Future, Book I |
| 1996 | Stranger in Moscow                                 | 91 | 50     | –        | –     | 4  | –   | 14  | 21  | 18  | HIStory: Past, Present and Future, Book I |
| 1997 | Blood on the Dance Floor                           | 42 | 24     | 10       | –     | 1  | 4   | 5   | 5   | 10  | Blood on the Dance Floor                  |
| 1997 | HIStory/Ghosts 3                                   | –  | –      | –        | –     | 5  | –   | 43  | 14  | 26  | Blood on the Dance Floor                  |
| 2001 | You Rock My World                                  | 10 | 13     | –        | –     | 2  | 2   | 4   | 6   | 1   | Invincible                                |
| 2001 | Cry 3                                              | –  | –      | –        | –     | 25 | –   | 43  | 76  | 30  | Invincible                                |
| 2001 | Butterflies 4                                      | 14 | 2      | –        | –     | –  | –   | –   | –   | –   | Invincible                                |
| 2002 | Heaven Can Wait 6                                  | –  | 72     | –        | –     | –  | –   | –   | –   | –   | Invincible                                |
| 2003 | One More Chance                                    | 83 | 40     | –        | –     | 5  | –   | –   | 29  | 44  | Number Ones                               |
|      | Listavezető dalok                                  | 13 | 16     | 9        | 3     | 9  | 6   | 5   | 3   | 4   |                                           |
|      | Top 10 dalok                                       | 28 | 31     | 18       | 12    | 38 | 18  | 20  | 19  | 17  |                                           |
|      | Top 20 dalok                                       | 32 | 32     | 20       | 15    | 42 | 25  | 27  | 27  | 21  |                                           |

Jegyzetek:
- 3 Nem jelent meg az Egyesült Államokban és Kanadában.
- 4 Csak a rádiók játszották, kereskedelmi forgalomba nem került, videóklip nem készült hozzá.
- 5 Csak az Egyesült Államokban jelent meg.
- 6 Nem jelent meg hivatalosan.
- 7 Csak az Egyesült Államokban, Kanadában és Ausztráliában jelent meg.

## Közreműködések és más kislemezek
| Év   | Dal                                        | US | US R&B | US Dance | UK | CAN | AUS | GER | FRA | Album                  |
| ---- | ------------------------------------------ | -- | ------ | -------- | -- | --- | --- | --- | --- | ---------------------- |
| 1978 | Ease on Down the Road (w/ Diana Ross)      | 41 | 17     | –        | 45 | –   | –   | –   | –   | The Wiz                |
| 1979 | A Brand New Day (w/ Diana Ross)            | –  | –      | –        | –  | –   | –   | –   | –   | The Wiz                |
| 1983 | Say Say Say (w/ Paul McCartney)            | 1  | 2      | –        | 2  | 1   | 4   | 12  | –   | Pipes of Peace         |
| 1984 | Somebody’s Watching Me (w/ Rockwell)       | 2  | 1      | –        | 6  | –   | –   | 2   | –   | Somebody’s Watching Me |
| 1988 | Get It (w/ Stevie Wonder)                  | 80 | 4      | –        | 37 | –   | –   | –   | 49  | Characters             |
| 1992 | Whatzupwitu (w/ Eddie Murphy)              | –  | –      | –        | –  | –   | –   | –   | 36  | Love’s Alright         |
| 1996 | Why (w/ 3T)                                | –  | 72     | –        | 2  | –   | 46  | 29  | 9   | Brotherhood            |
| 2008 | The Girl Is Mine 2008 (w/ will.i.am)       | –  | –      | –        | 32 | 76  | 60  | 21  | 22  | Thriller 25            |
| 2008 | Wanna Be Startin’ Somethin’ 2008 (w/ Akon) | 81 | –      | 2        | 69 | 32  | 8   | 63  | 10  | Thriller 25            |
| 2008 | Thriller Megamix                           | –  | –      | –        | 96 | –   | –   | –   | –   | King of Pop            |
|      | Listavezető dalok                          | 1  | 1      | -        | -  | 1   | -   | -   | -   |                        |
|      | Top 10 dalok                               | 2  | 3      | 1        | 3  | 1   | 2   | 1   | 2   |                        |
|      | Top 20 dalok                               | 2  | 4      | 1        | 3  | 1   | 2   | 2   | 2   |                        |

## Lásd még
- Michael Jackson albumdiszkográfiája
- Jackson 5-diszkográfia